# Avia-Fokker F.IX
Die Avia-Fokker F.IX war ein dreimotoriges Bomben- und Transportflugzeug, das für die Luftstreitkräfte der Tschechoslowakei konstruiert wurde.

## Geschichte
Die Avia-Fokker F.IX wurde aus der Fokker F.IX entwickelt. Zwischen 1932 und 1934 baute Avia zwölf Flugzeuge dieses Typs, die als Bomber oder Transportflugzeuge eingesetzt werden konnten. Das Flugzeug wurde von drei Sternmotoren des Typs Walter Jupiter VI mit je 450 PS (331 kW) angetrieben. Die normale Besatzung bestand aus fünf Mann.

## Varianten
1935 wurden zwei zivile Passagierflugzeuge als Avia-Fokker F.IX D hergestellt und an die Fluggesellschaft ČSA verkauft. Als Antrieb dienten drei Motoren des Typs Walter Pegas mit je 550 PS (405 kW).
1936 wurden zwei Bombenflugzeuge, die als Exportversion die Bezeichnung Avia F.39 trugen, an Jugoslawien geliefert. Eines dieser Flugzeuge war 1941 noch einsatzbereit, wurde dann der Luftwaffe des neu gegründeten Staates Kroatien  übergeben und von ihr eingesetzt.

## Technische Daten

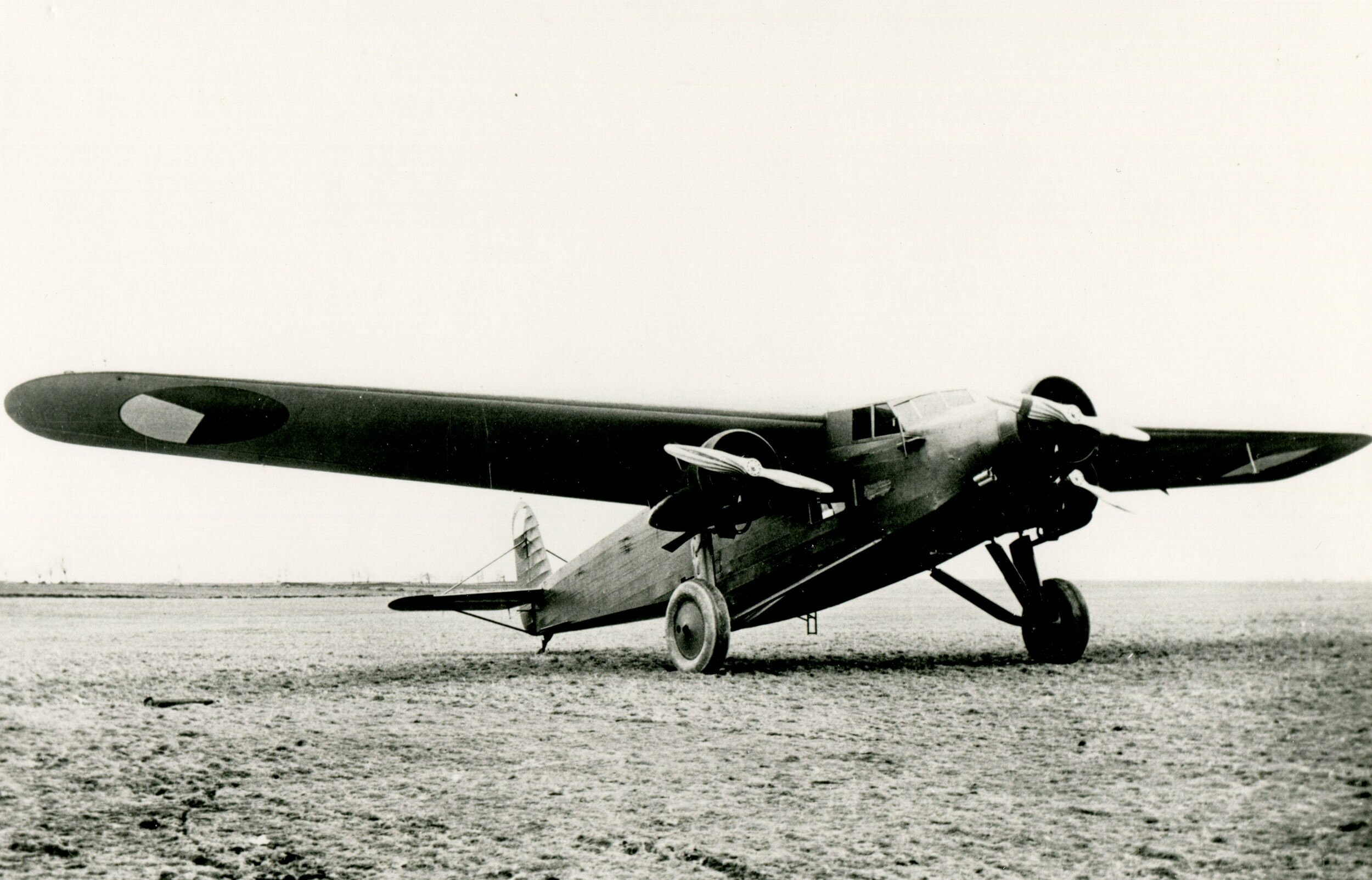
Avia F.39

| Kenngröße             | Daten F.IX | Daten F.IX D                                       |
| --------------------- | --- | -------------------------------------------------- |
| Konzeption            | Bomben- und Transportflugzeug | Verkehrsflugzeug                                   |
| Besatzung             | 5 | 3                                                  |
| Passagiere            | – | 17                                                 |
| Länge                 | 19,30 m | 19,30 m                                            |
| Spannweite            | 27,14 m | 27,14 m                                            |
| Höhe                  | 4,89 m | 4,89 m                                             |
| Flügelfläche          | 103 m² | 103 m²                                             |
| Flächenbelastung      | 89 kg/m² | 95 kg/m²                                           |
| Leermasse             | 5450 kg | 6750 kg                                            |
| Startmasse            | 9160 kg | 9800 kg                                            |
| Antrieb               | drei Sternmotoren Walter Jupiter mit 450 PS (331 kW) | drei Sternmotoren Walter Pegas mit 550 PS (405 kW) |
| Höchstgeschwindigkeit | 210 km/h | 255 km/h                                           |
| Reisegeschwindigkeit  | 180 km/h | 215 km/h                                           |
| Steiggeschwindigkeit  | 2,5 m/s | 2,8 m/s                                            |
| normale Reichweite    | 1000 km | 830 km                                             |
| Dienstgipfelhöhe      | 4500 m | 5000 m                                             |
| Bewaffnung            | zwei bewegliche MG 7,7 mm Model 28 oder 30 auf Ringsockel in Turmposition ein Vickers-MG in Unterrumpfposition (zusätzliche 7,7-mm-MG wurden häufig in anderen Positionen angebracht) bis zu 1500 kg Bomben | –                                                  |